# 雪華図説

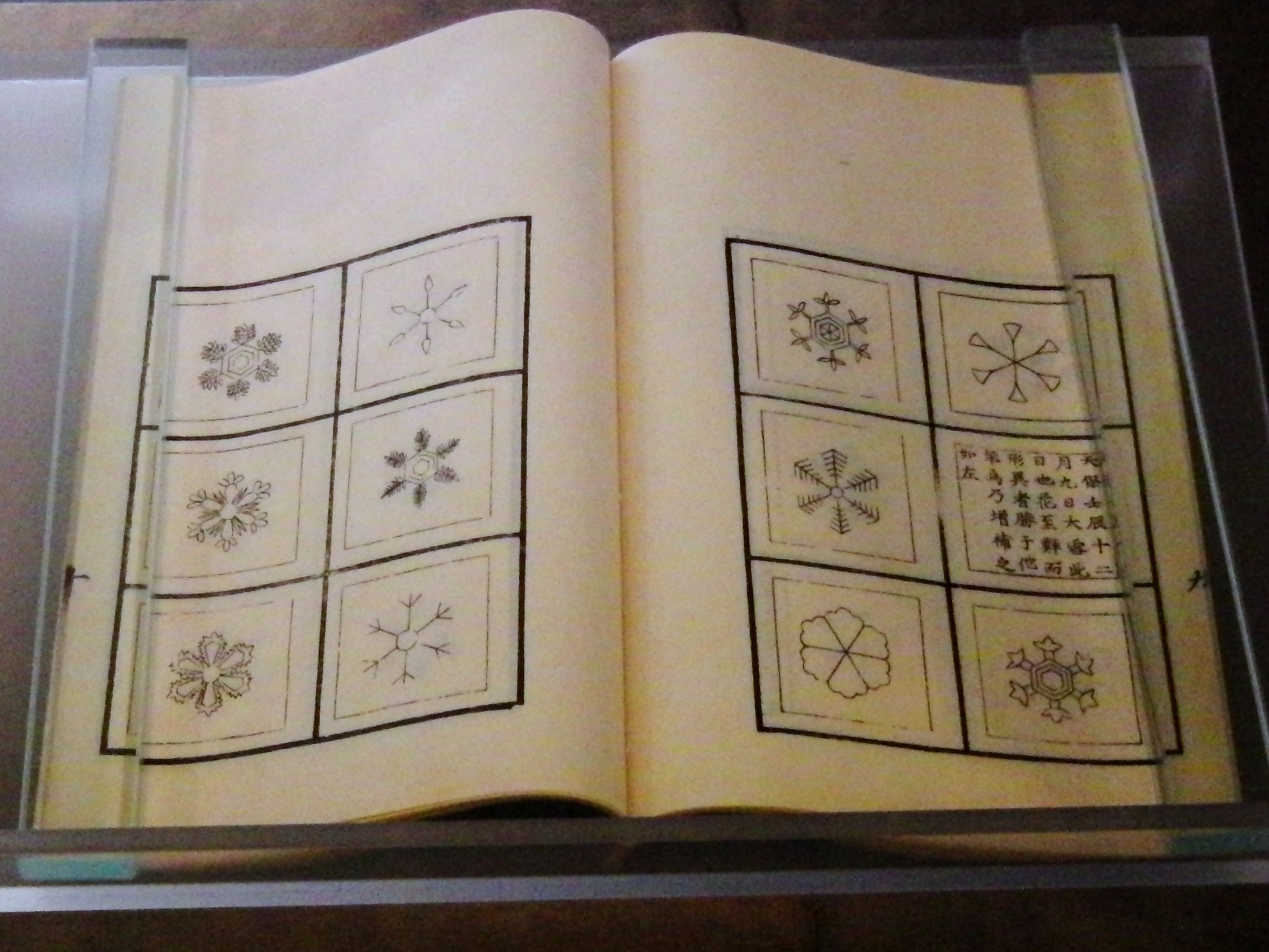
『雪華図説』。土井利位著、1832年（天保3年）刊。国立科学博物館の展示。

『雪華図説』（せっかずせつ）は、下総国古河藩の藩主・土井利位が著した雪の結晶（雪片）の観察書である。天保3年（1832年）刊行。

## 概要
江戸時代は平成・令和の現代よりも気候が寒冷であり、関東平野のほぼ中心に位置する古河においてもたびたび降雪に見舞われた。特に天保年間（1831年 - 1845年）は、雪の結晶が観察できるほど冷涼な気候であった。文政5年（1822年）から古河藩主を務め、また天保後期に老中にもなった土井利位は、古河においてオランダから輸入された顕微鏡を使って雪の結晶を観察し、観察図と研究を『雪華図説』『続雪華図説』（天保11年/1840年）にまとめて出版した。発見した結晶の数は195種にのぼる。日本初の雪についての自然科学書であり、東アジア初の雪の結晶の顕微鏡観察記録として、高い評価を得ている。
『雪華図説』本文に記される観察法を大まかに紹介すると、次の通りである。
1. 雪が降りそうな夜を選び、黒地の布を屋外の冷気であらかじめ冷却する。
2. 冷えた布で降雪を受ける。
3. 布の上の雪を崩さないように注意してピンセットで取り、黒漆器に移す。
4. 吐いた息が試料にかからないよう注意しつつ、「蘭鏡」（オランダから渡来した顕微鏡の意味）で観察する。

整った形の結晶が観察されるには、大きな結晶が形成され、なおかつ牡丹雪のように癒合しない-10℃から-15℃の気温が必要となる。当時の寒夜に顕微鏡観察を行うには、かなりの苦労があったという。
土井の研究は、オランダ人マルチネット（J. F. Martinet, 1729-1795）の『格致問答』（Katechismus der natuur, vol 1, 1777）に大きく依拠しており、上記の観察方法も、同書に依っている。
また、雪の結晶の成因については、『天経或問』の説明「凡物、方體相等，聚成大方，必以八圍一。圓體相等，聚成大圓，必以六圍一。此定理中之定数也。」をほぼそのまま繰り返し、「凡ソ物。方體ハ必八ヲ以テ一ヲ圍ミ。圓體ハ六ヲ以テ一ヲ圍ムコト。此定理中ノ定数。」とヨハネス・ケプラーに遡る幾何的な説明(ケプラー予想の項目を参照)を述べている。
この本は私家版であり出版数は少なかったが、当時のテキスタイルパターンに影響を与え、雪華模様の流行をもたらした。現在でも古河は雪国でもないのに、市内至る所に雪華紋様が見られる。